# Llorac
Llorac település Spanyolországban, Tarragona tartományban. Llorac Montoliu de Segarra, Talavera, Santa Coloma de Queralt, Savallà del Comtat és Vallfogona de Riucorb községekkel határos. Lakosainak száma 101 fő (2024).

## Népesség
A település népessége az elmúlt években az alábbi módon változott:
| Lakosok száma | 140  | 337  | 346  | 211  | 104  | 124  | 108  | 112  | 100  | 101  |
|               | 1717 | 1887 | 1936 | 1960 | 1986 | 2004 | 2009 | 2014 | 2019 | 2024 |